# Mellanslag
|  | Wiktionary har en ordboksartikel om mellanslag. |

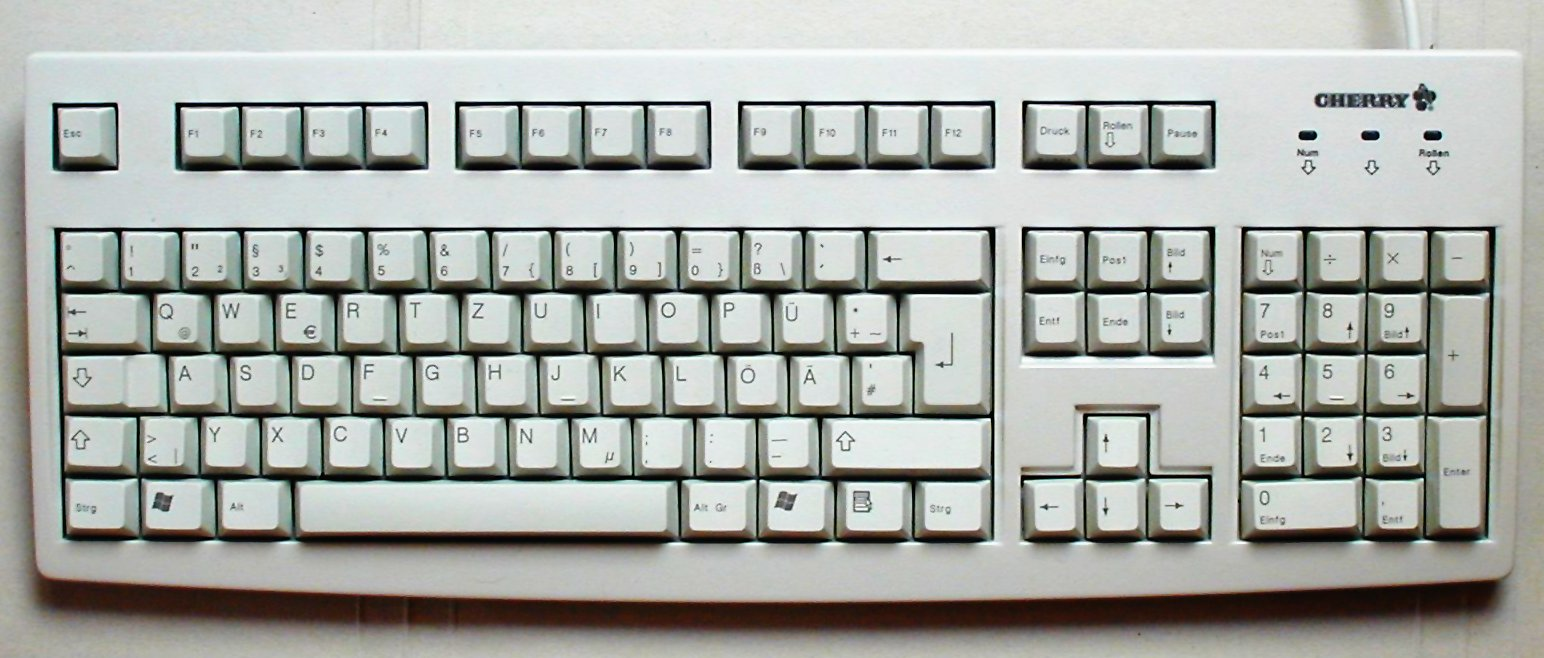
Datortangentbord. Mellanslagstangenten är den breda tangenten längst ned.

Mellanslag eller blanksteg är den funktion som ger ordmellanrum i typografi, ordbehandling och på skrivmaskiner. Funktionen åstadkoms vanligen med hjälp av mellanslagstangenten (engelska space) på ett tangentbord.
Funktionen har på senare tid (ordet är belagt sedan 2000) börjat kallas blanksteg i IT-kretsar, vilket är en beskrivning för hur mellanrummet skapas med en radskrivare. Redaktörerna av Computer Swedens språkregler anser dock att det är en onödig ersättning av ett välkänt ord, och förordar att funktionen fortsatt skall kallas mellanslag, medan det tecken i ordbehandling som skapar mellanrummet bör kallas "ordmellanrum".
Mellanslag syftade i äldre typografi på typens mellanrum mellan raderna, det vill säga skillnaden mellan teckenstorleken (graden) och radavståndet (kägeln), men med skrivmaskinens födelse kom ordet att börja användas för funktionen av den speciella långa tangent som skapade ordmellanrum (man "slår in" ett mellanrum), och den betydelsen av ordet tog över i tryckerisammanhang när man började med skrivmaskinsliknande maskinsättning. Genom att variera mellanslagens längd kan man i typografisammanhang åstadkomma så kallad utslutning, det vill säga en utjämning så att alla rader i en spalt blir lika långa, det som i ordbehandling kallas marginaljustering.
ASCII-koden för ordmellanrum är 32 (decimalt) = 20 (hexadecimalt).